# 2015年扎夏季科煤礦礦難

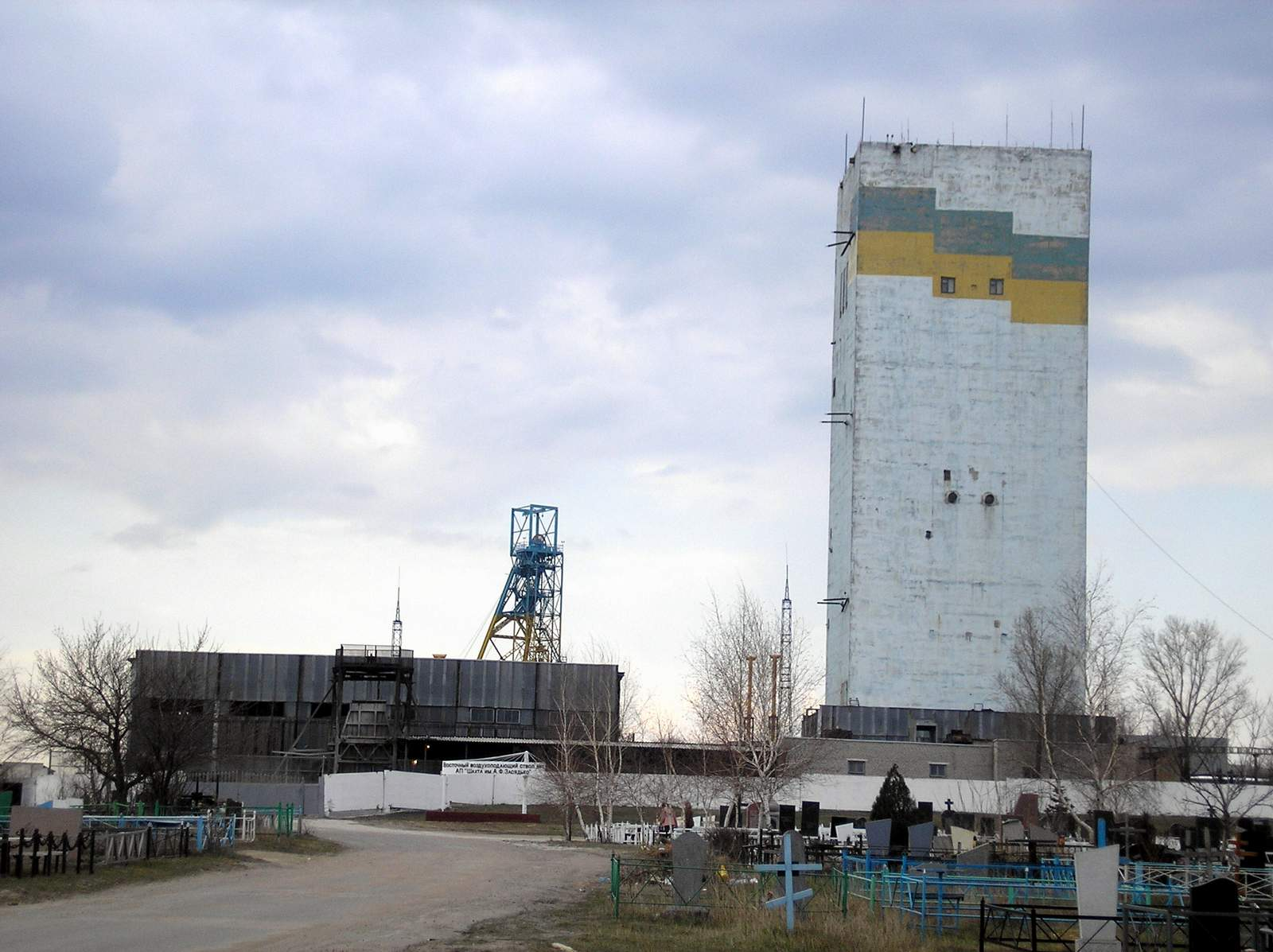
扎夏季科煤礦東側的豎井（Shaft）。

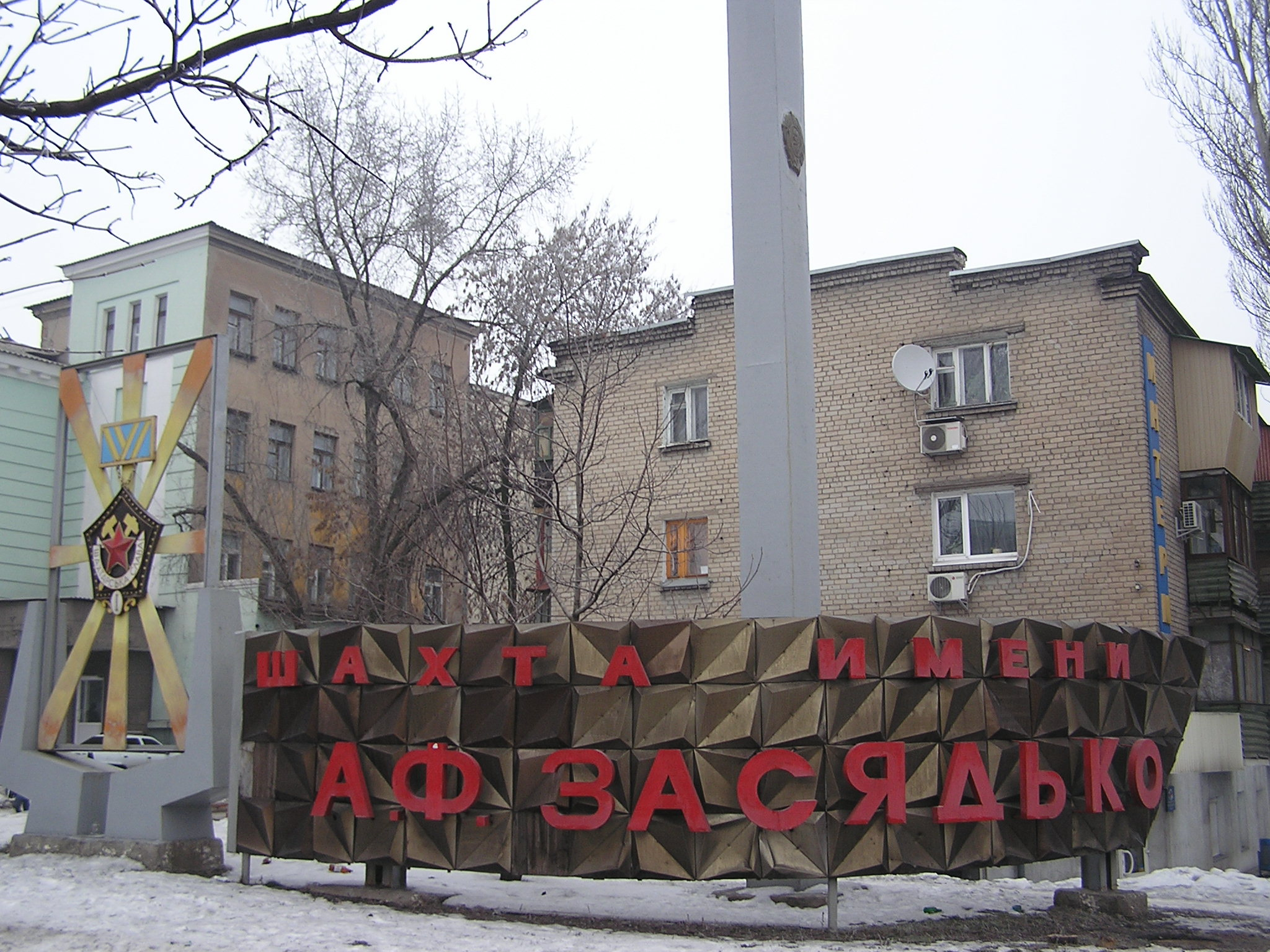
2009年照片

2015年扎夏季科煤礦礦難，是指2015年3月4日發生在烏克蘭顿涅茨克州扎夏季科煤礦的礦難事故，事故原因是瓦斯外洩而引起的氣爆。

## 历史
礦場工會的發言人說，該礦場當時在地下有230名工人，其中的53人在爆炸區。在正在进行的顿巴斯战争中控制当地的頓涅茨克人民共和國發言人原稱33人死，隨後改口說這個數字尚未證實。